# Aero the Acro-Bat
Aero the Acro-Bat es un videojuego de 1993 desarrollado por Iguana Entertainment y publicado por Sunsoft. Fue lanzado tanto para Super Nintendo como para Mega Drive.

## Origen
Aero the Acro-Bat, un murciélago antropomórfico rojo Acróbata, fue creado por David Siller, diseñador de Crash Bandicoot y Maximo: Ghosts to Glory. Fue inspirado en parte por la tendencia de "mascotas con carácter" que era común después de la introducción de la mascota de Sega,
Sonic the Hedgehog en 1991.

## Trama
Aero the Acro-Bat trabaja y vive en el Mundo del Circo de la Diversión y del Funpark. Debe defender y salvar el circo de un industrial y expayaso malvado llamado Edgar Ektor. Aero también debe lidiar con el compañero de Ektor: Zero the Kamikaze Squirrel, una ardilla antropomórfica roja.

## Jugabilidad
Los niveles se juegan en las típicas plataformas 2D, pero a fin de pasar los niveles, el jugador debe cumplir con ciertas tareas para que aparezca la rejilla de salida. Esas tareas incluyen pasar por aros, pisar plataformas hasta que desaparezcan, montar en montañas rusas, buscar llaves, etc. Hay 4 mundos con 5 niveles cada uno, y los niveles son largos, muchos de ellos contienen espinas colocadas estratégicamente que te matan al instante. 
Aero puede atacar a sus enemigos disparando un número limitado de estrellas o haciendo un ataque aéreo de tirabuzón en diagonal a su objetivo (cuando está en el aire).

### Niveles
| Nivel             | Misión                                  |
| ----------------- | --------------------------------------- |
| Acto de Circo 1   | Encuentra Plataformas de 7 Estrellas    |
| Acto de Circo 2   | Encontrar la Clave y Rescatar la Aeriel |
| Bono de Circo     | Sumérgete en el Tanque                  |
| Acto de Circo 3   | Encuentra Plataformas de 15 Estrellas   |
| Acto de Circo 4   | Salta a Través de 25 Aros Mágicos       |
| Acto de Circo 5   | Encender Todas las Luces                |
| Jefe de Circo     | Conoce a los Hermanos Zancos            |
| Acto de Funpark 1 | Encuentra Plataformas de 5 Estrellas    |
| Acto de Funpark 2 | Montar la Montaña Rusa                  |
| Acto de Funpark 3 | Encuentra las Llaves y Abre las Puertas |
| Acto de Funpark 4 | Montar el Rotor                         |
| Bono de Funpark   | Quedarse Vivo                           |
| Acto de Funpark 5 | Salta a Través de 25 Aros Mágicos       |
| Jefe de Funpark   | Conoce a Sr. Bubbles                    |
| Acto de Bosque 1  | Encuentra la Salida                     |
| Acto de Bosque 2  | Montar el Cañón                         |
| Acto de Bosque 3  | Hacer el Puenting                       |
| Acto de Bosque 4  | Montar los Rápidos                      |
| Acto de Museo 1   | Explora el Pasillo                      |
| Acto de Museo 2   | Montar las Cintas Transportadoras       |
| Acto de Museo 3   | La Torre                                |
| Bono de Museo     | Saltar Sobre los Trampolines            |
| Acto de Museo 4   | Explorar los Pasajes Secretos           |
| Acto de Museo 5   | El Laboratorio                          |
| Jefe de Museo     | El Dominio de Edgar Ektor               |

## Legado
Durante la época de 16-bit, Aero tuvo bastante fama. Sunsoft lo utilizó como mascota en los días de la consola de 16 bits. Después de la caída del 16-bit, desapareció y fue olvidado hasta 2002, cuando Metro 3D decidió adaptar este juego para la Game Boy Advance, con una batería de reserva (de la que carecían las versiones originales).
La versión de Super Nintendo fue relanzada en 2010 para la Consola Virtual de Wii. El 2 de agosto de 2024 el juego fue lanzado para la Nintendo Switch agregando funciones adicionales como rebobinado, galería de arte, efectos de pantalla, puntos de guardado y trucos. Este lanzamiento utiliza la versión de Super Nintendo, sin embargo no es un port directo sino una versión emulada.

## Secuela
Artículo principal:Aero the Acro-Bat 2
La segunda parte de Aero the Acro-Bat mejora el juego. Aero derrotó al malvado Edgar Ektor en el juego original y todos le creían muerto. Sin embargo, Ektor no murió, usando el plan B para vengarse de Aero junto a Zero, la ardilla; pero Aero se entera de que Ektor está vivo.

## Curiosidad
En Japón, la versión para Game Boy Advance se conoce como Acrobat Kid.